# بنك المرأة الأول
فيرست وومن بنك ليمتد (FWBL) هو بنك تجاري يقع في كراتشي ، باكستان معتمد خصيصاً لتلبية الاحتياجات الخاصة للمرأة. 

## روابط خارجية
- الموقع الرسمي